# فیودوروفکا (شهرستان بلبیفسکی، باشقیرستان)
فیودوروفکا (به لاتین: Fyodorovka) یک منطقهٔ مسکونی در روسیه است که در باشقیرستان واقع شده‌است.